# Martina Sambucini
Martina Sambucini, née le 24 juillet 2001 à Marino, dans la région du Latium, est un mannequin italien couronnée Miss Italie 2020.

## Biographie
Martina Sambucini naît le 24 juillet 2001 à Marino et vit à Frascati. Elle a une petite sœur, Ilaria, et un petit frère, Gianmarco.
Diplômée d'un lycée linguistique, elle étudie à l'université en vue d'un diplôme en psychologie du marketing.
En septembre 2020, Martina Sambucini est élue Miss Rome 2020 à l'âge de 19 ans.
Le 14 décembre 2020, elle est couronnée Miss Italie.